# Рейхсбюргеры (движение)
Рейхсбю́ргеры (нем. Reichsbürgerbewegung ← Reich «империя, рейх» + Bürger «гражданин») — националистическое движение в Германии, участники которого не признают легитимность существования Федеративной Республики Германии и считают себя гражданами немецкого Рейха, существовавшего с 1871 года. Границами Германского государства считают существовавшие на политической карте границы до 1937 года. Участники имеют собственные «удостоверения личности граждан Рейха». Движение возникло в 1980-е годы, активную деятельность рейхсбюргеры начали вести в 2010-х годах. В официальном немецком источнике bpb рейхсбюргеры описаны как «некоторые группы правых экстремистов и конспирологов, имеющие сектантскую направленность».
В 2016 году движение рейхсбюргеров особенно обеспокоило общественность и обратило на себя внимание СМИ после того, как один из его участников П. Вольфганг 19 октября открыл огонь по четырём полицейским, прибывшим к нему домой, чтобы изъять оружие, которое он приобрёл законным образом. Один из полицейских скончался на следующий день в больнице. Также резонировала новость о том, что другой «гражданин Рейха» в том же месяце отказался покинуть здание городской администрации в сопровождении полицейского и вступил с ним в стычку.

## Возникновение
Предполагается, что идеология рейхсбюргеров возникла тогда же, когда возникла ФРГ. Родоначальником движения традиционно считается житель Западного Берлина Вольфганг Герхард Гюнтер Эбель, в 1985 году создавший Комиссарское правительство немецкого рейха (KRR). С 1965 по 1980 годы Эбель работал на государственную железнодорожную компанию ГДР, название которой дословно можно перевести как «Железные дороги немецкого рейха», что в определённой степени повлияло на убеждённость Эбеля в существовании такого государства. После забастовки рабочих железной дороги в 1980 году, в которой участвовал и Эбель, он был уволен. С этого момента он стал называть себя государственным служащим рейха, а спустя пять лет создал и возглавил KRR. На своей новой должности главным образом он занимался толкованием юридических документов. Он продолжает свою деятельность в качестве «канцлера немецкого Рейха» и после пережитого в 2013 году инсульта.

## Аргументация
В качестве главного аргумента в пользу существования немецкого Рейха рейхсбюргеры приводят фактически не упразднённую ни национал-социалистами, ни Антигитлеровской коалицией после победы во Второй мировой войне Веймарскую конституцию. Исходя из этого рейхсбюргеры считают ФРГ не существующей de jure оккупационной властью — или фирмой (ООО «ФРГ»). В связи с этим рейхсбюргеры в том числе отказываются платить налоги, штрафы.

## Численность
По официальным данным Федерального ведомства по охране конституции Германии на январь 2017 года, движение насчитывало более 10 тысяч последователей, причём порядка 500—600 участников являлись правыми экстремистами.
На 2012 год в Германии насчитывалось 1952 запрещённые национал-социалистические партии Рейха, в партийных программах которых были обнаружены ссылки на существование немецкого Рейха.

## Реакция властей
После нескольких случаев единичных стычек рейхсбюргеров с полицией в августе 2016 года Ведомство по охране Конституции ФРГ усилило контроль за движением рейхсбюргеров. В январе 2017 года власти ФРГ организовали зачистку в шести федеральных землях с целью выявить отдельную группу правоэкстремистских рейхсбюргеров «Кельтские друиды», подозреваемую в подготовке террористических актов в отношении беженцев и евреев. Лидером этого движения является Буркхард Б., по его словам, инстинкт самосохранения говорит ему, что необходимо уничтожать евреев и мусульман, пока они не уничтожили его род и его семью.
В апреле 2022 года были арестованы рейхсбюргеры-ковид-диссиденты по обвинению в том, что они готовились похитить Карла Лаутербаха, министра здравоохранения Германии, а также повредить объекты энергетики.
7 декабря 2022 года немецкие правоохранительные органы задержали граждан ФРГ, подозреваемых в подготовке государственного переворота, включающего нападение на парламент и взятие в заложники депутатов Бундестага. По данным властей, были задержаны 25 человек, одним из них был Генрих XIII Принц Рейсс, член Дома Рейсс.